# Rattus xanthurus
Rattus xanthurus é uma espécie de roedor da família Muridae.
Apenas pode ser encontrada na Indonésia.